# Lepidocolaptes
Lepidocolaptes är ett släkte trädklättrare i familjen ugnfåglar inom ordningen tättingar. Släktet omfattar elva arter med utbredning i Latinamerika från södra Mexiko till centrala Argentina:
- Streckhuvad trädklättrare (L. souleyetii)
- Smalnäbbad trädklättrare (L. angustirostris)
- Vitstrimmig trädklättrare (L. leucogaster)
- Fläckkronad trädklättrare (L. affinis)
- Andinsk trädklättrare (L. lacrymiger)
- Fjällig trädklättrare (L. squamatus)
- Paranáträdklättrare (L. falcinellus)
- Duidaträdklättrare (L. duidae)
- Streckad trädklättrare (L. albolineatus)
- Inambariträdklättrare (L. fatimalimae)
- Brunhättad trädklättrare (L. fuscicapillus)